# Pedicularis furbishiae
Pedicularis furbishiae (лат.) — многолетнее травянистое растение, вид рода Мытник (Pedicularis) семейства Заразиховые (Orobanchaceae). Встречается только по берегам верховий реки Сент-Джон в штатах Мэн (США) и Нью-Брансуик (Канада).

## Таксономия
Первый образец Pedicularis furbishiae был собран натуралистом и ботаником из штата Мэн Кэтрин Фурбиш в 1880 году и описан Серено Ватсоном в 1882 году. Раньше вид принадлежал к семейству Норичниковые (Scrophulariaceae), но теперь относится к семейству Заразиховые (Orobanchaceae).

## Ботаническое описание
Pedicularis furbishiae — многолетнее травянистое растение, его высота в среднем составляет 75 см. В течение первых нескольких лет роста Pedicularis furbishiae образует базальную розетку из глубоко надрезанных листьев, напоминающих папоротник. Обычно через три года растение начинает цвести, часто с единственного слегка опушённого и с красноватым оттенком цветоносного стебля с несколькими ветвями ближе к вершине. Цветки небольшие, жёлтые и напоминающие цветки львиного зева. Цветки собраны в короткую вертикальную цветочную головку, в которой цветки открываются снизу вверх. Цветёт с июля по август.

P. furbishiae
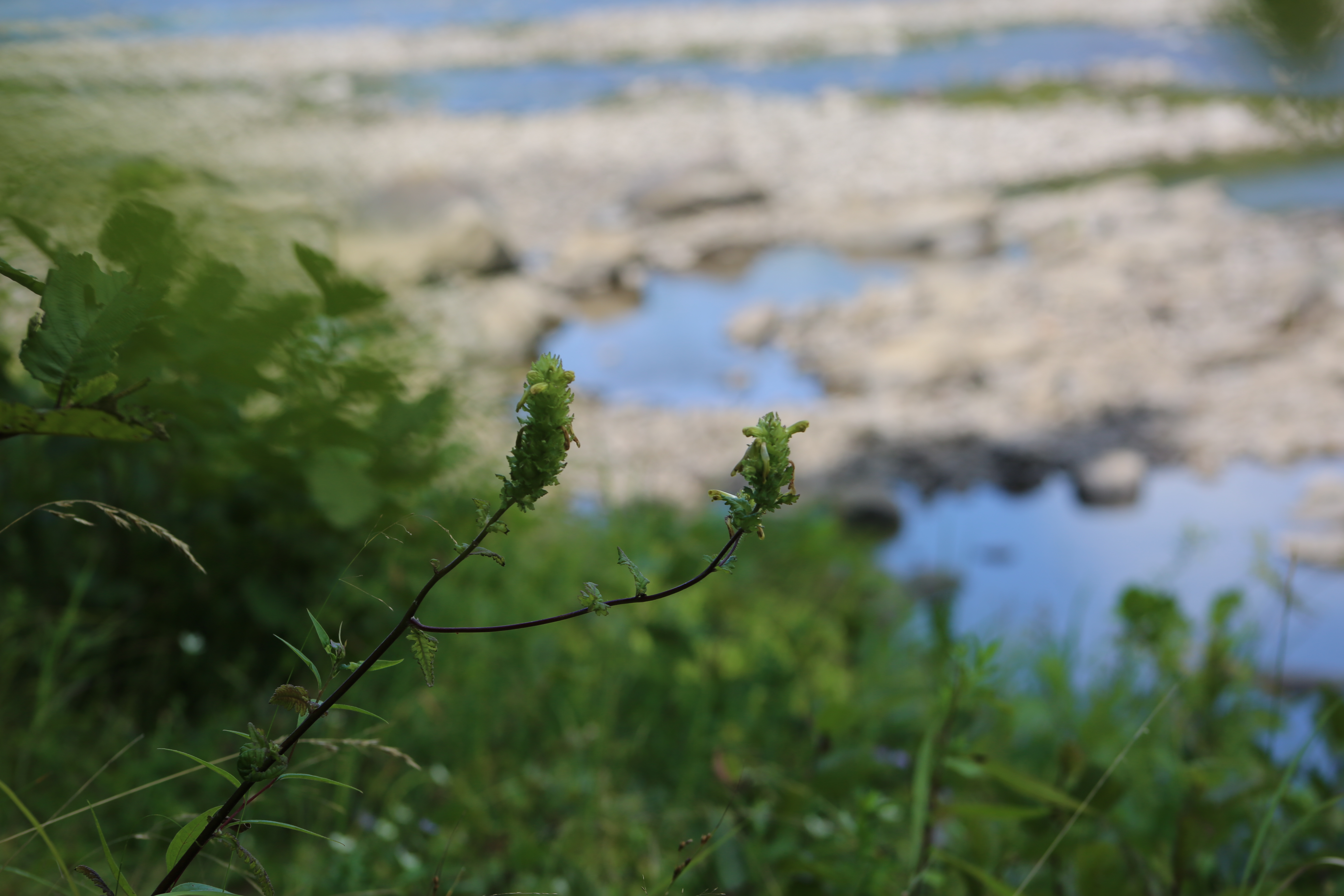
На фоне речной долины
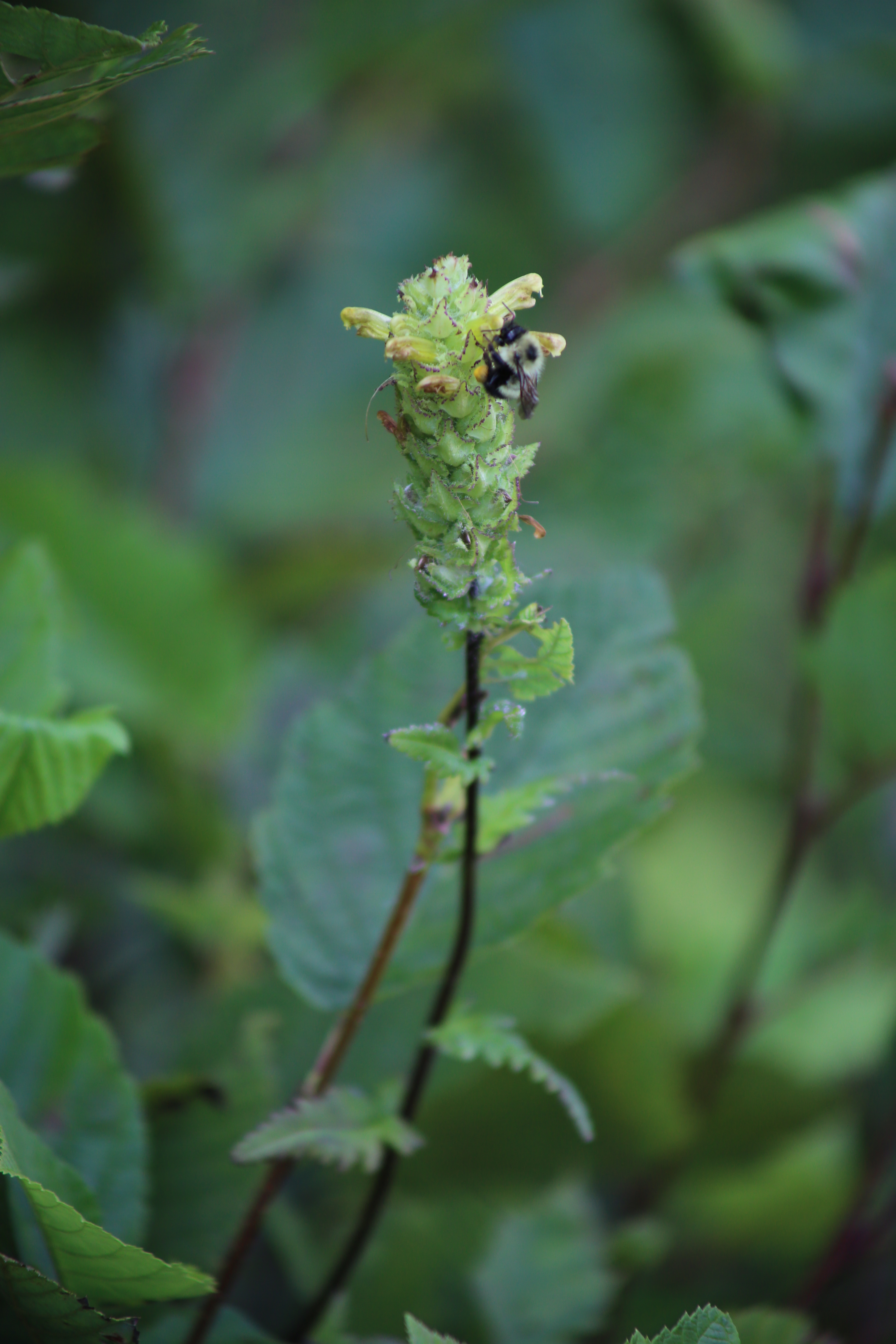
В природе
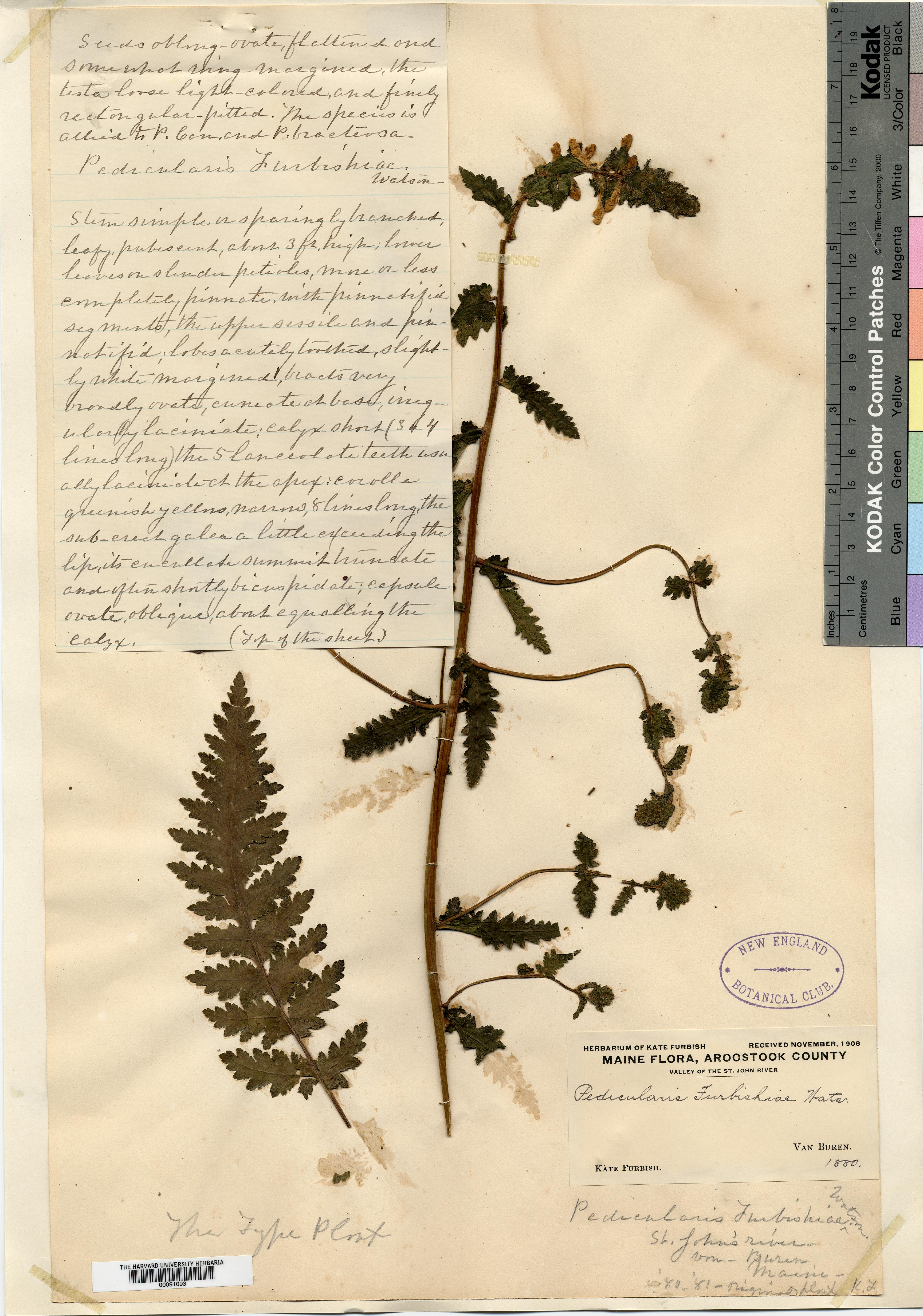
Образец, собранный Кэтрин Фурбиш в 1880 году

## Ареал и местообитание
Pedicularis furbishiae встречается на берегу реки Сент-Джон в трёх районах Нью-Брансуика в Канаде и на 18 участках в штате Мэн в США. Ареал вида простирается на 225 км от Перт-Андовера в Нью-Брансуике вверх по течению на 2,4 км выше впадения в Сент-Джон Биг-Блэк-Ривер в округе Аростук в штате Мэн. Растёт на влажных, неустойчивых, полутенистых, размывающихся берегах реки, подверженных наводнениям и обледенению. Таким образом, местообитание P. furbishiae типично для целой группы прибрежных видов (например, Sabatia kennedyana, Platanthera flava), которые растут на болотных лугах, образующихся в результате весенних паводков и ледяной эрозии, в сочетании с летним маловодьем.

## Охранный статус
Международный союз охраны природы классифицирует природоохранный статус вида как «вымирающий». Вид считается вымирающим видом в США и Канаде, поскольку ему угрожает разрушение среды обитания, а также экономическое развитие прибрежных районов, лесоводство, замусоривание и рекреационное использование берегов реки.
Поскольку Pedicularis furbishiae находится под угрозой исчезновения и является эндемичным для этого района, проекты развития были ограничены, чтобы сохранить его среду обитания. Например, плотина Дики-Линкольн, проект гидроэлектростанции стоимостью 227 млн долларов, предложенный в верховьях реки Сент-Джон в 1974 году, был отменён Конгрессом США в 1986 году после многих лет исследований, поскольку плотина затопила бы 360 км² леса штата Мэн и сильно сократила среду обитания Pedicularis furbishiae. Некоторые критиковали прекращение строительства плотины для защиты растения; В 1977 году журнал Time назвал эту идею «совершенно глупой».
Хотя на момент создания плотины растение считалось вымершим, оно было вновь открыто в 1976 году К. Ричардс при проведении исследования по воздействию плотины на окружающую среду. Поскольку когда-то считалось, что этот вид вымер, он принадлежит к таксонам Лазаря.